# Gochir
Gochir (Gochihr) foi uma dinastia persa da dinastia dos bazrânguidas, que governou Estacar como um vassalo do Império Parta no início do século III. Com sua permissão, Pabeco, chefe de um pequeno principado na área de Quir, enviou seu filho Artaxer à fortaleza de Darabeguerde para servir sob seu comandante, Tiri. Em 205/6, Pabeco se rebelou e derrubou Gochir, tomando Estacar para si. De acordo com Tabari, foi por insistência de Artaxer que Pabeco se rebelou. No entanto, Daryaee considera esta afirmação improvável, e afirma que foi na realidade o filho mais velho Sapor que ajudou Pabeco a capturar Estacar, como demonstrado pela cunhagem deste último que tem retratos de ambos.